# Staffing (Dorfen)
Staffing ist ein Gemeindeteil der Stadt Dorfen im oberbayerischen Landkreis Erding. Die Einöde liegt circa drei Kilometer nördlich von Dorfen.

## Baudenkmäler
Siehe auch: Liste der Baudenkmäler in Staffing
- Katholische Filialkirche St. Nikolaus